# TCIFAナショナル・アカデミー
TCIFAナショナル・アカデミー(英：TCIFA National Academy)はタークス・カイコス諸島のプロビデンシアレス島にある多目的スタジアム。サッカータークス・カイコス諸島代表の本拠地であり、ワールドカップ予選の試合でも頻繁に使用される。
併設されている陸上トラックの色が赤と黄色の2色で、特徴的な色合いとなっている。